# 軍旗祭
軍旗祭（ぐんきさい）は、大日本帝国陸軍において各歩兵・騎兵連隊がその衛戍地や出征先で開催していた一種の祝賀行事（イベント）。連隊の象徴である軍旗（連隊旗）の拝受を祝い、また軍旗が普段安置されている連隊長室から営外に移されることからこの名がついた。陸上自衛隊の駐屯地祭や学校の文化祭に相当する。

## 概要

常備歩兵連隊の軍旗

常備騎兵連隊の軍旗

開催日は基本的にその連隊に軍旗が天皇から下賜・拝受された日、若しくは都合でその日の前後に行った。軍旗祭は毎年行われ「第○○回軍旗祭」と称した。
軍旗祭当日は一般市民に連隊を盛大に開放し、軍旗や連隊長や来賓に対して栄誉礼や分列行進を行い、銃火器など兵器を展示し、この日のために各中隊は連隊内を盛大に飾りつけ出店を開いたり力の入った出し物を作り、将兵は女装や仮装を行い、劇や武道大会といった様々な余興を開き訪れた市民を大いに沸かせた。このように軍隊が国民（一般市民）と深く接触する事が出来る数少ない機会であり、陸軍により親しみを持たせ民との結びつきをより強くするという広報活動も兼ねていた。軍旗祭は地元の名物かつ市民の娯楽としてその模様は絵ハガキとして広く流通していた。
連隊の下士官兵達は支給される軍服では最も状態の良い、普段は隊伍に列する儀式の軍装や外出時でしか使わない一装品を着用し、将校准士官とともにこの日ばかりは軍隊の堅苦しさを忘れ軍旗祭を楽しみ、連隊公認でご馳走や酒を振舞われ無礼講で楽しんでいた。
また日本内地だけでなく、満州や朝鮮、台湾など外地に駐屯する連隊でも軍旗祭は内地連隊と同様のものが行われており、歩兵・騎兵連隊のみならず、軍旗を持たない砲兵・工兵・輜重兵連隊や飛行連隊・飛行戦隊でも同様の記念祭は少なからず行われていた。
太平洋戦争（大東亜戦争）突入後は非常時として余裕がなくなり、また肝心の連隊が出征し本来の衛戍地には補充隊である留守部隊が設けられるなど、大戦前のような規模での軍旗祭は出来なくなった。しかし1944年（昭和19年）や1945年（昭和20年）という大戦末期の外地の戦地においても、従軍将兵の息抜きや帝国陸軍の伝統ということで内輪向けとしての軍旗祭は続けられている。
陸上自衛隊の駐屯地祭に相当。隊員（将兵）らの手による出し物や出店、兵器の展示、音楽隊（軍楽隊）の演奏など共通する面も数多い。